# Chérie FM
Chérie FM ist ein privater Radiosender aus Frankreich, der zur NRJ Group gehört. Zwischen 2002 und Mai 2008 wurde er außer in Frankreich auch im französischsprachigen Belgien ausgestrahlt.
Gegründet wurde der Sender 1987 in Paris durch Jean-Paul Baudecroux. Die Musikfarbe des Formatradios umfasst französische und angloamerikanische Erfolge.

## Webradios
Chérie FM ist außer über UKW auch im Internet zu hören, wo es verschiedene unmoderierte Spartensender gibt:
- Chérie FM
- Chérie 80's
- Chérie 90's
- Chérie At Work
- Chérie Acoustic
- Chérie Baby
- Chérie Ballads
- Chérie Cook
- Chérie Fitness
- Chérie Frenchy
- Chérie Jazzy
- Chérie Latino
- Chérie Lounge
- Chérie Love Songs
- Chérie No Repeat
- Chérie Nouveautés
- Chérie Party
- Chérie Pop
- Chérie R'n'B
- Chérie Romantic
- Chérie Soft Rock
- Chérie SPA
- Chérie Sweet Home
- Chérie Zen